# Axonolaimus paraponticus
Axonolaimus paraponticus is een rondwormensoort uit de familie van de Axonolaimidae. De wetenschappelijke naam van de soort is voor het eerst geldig gepubliceerd in 1963 door Hopper.